# Авангард (военное дело)

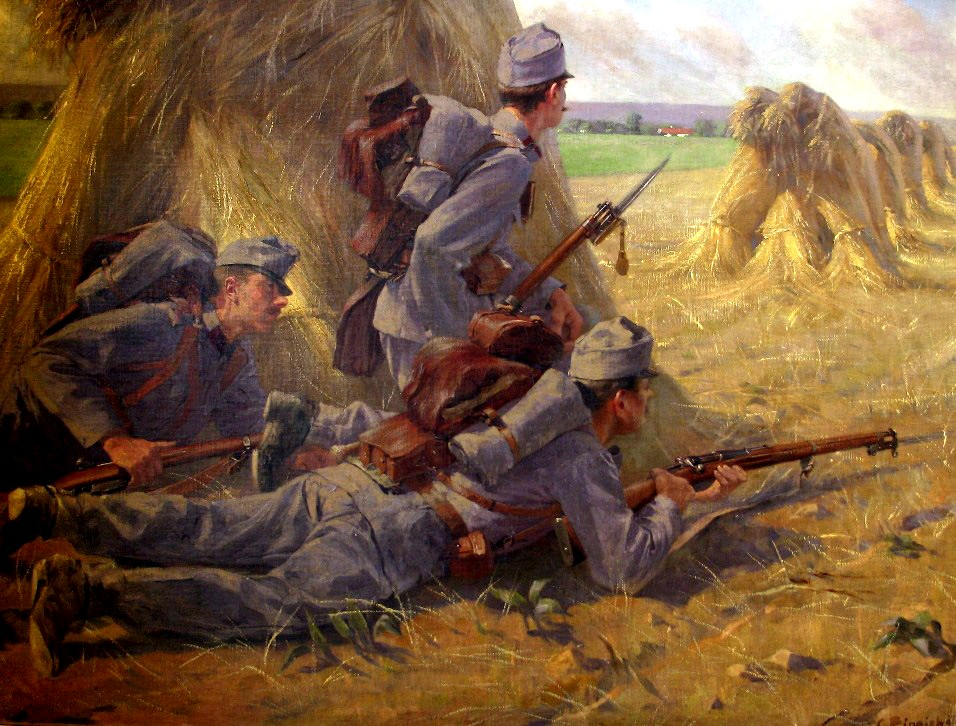
«В авангарде», картина Карла Пиппиха, около 1910 года

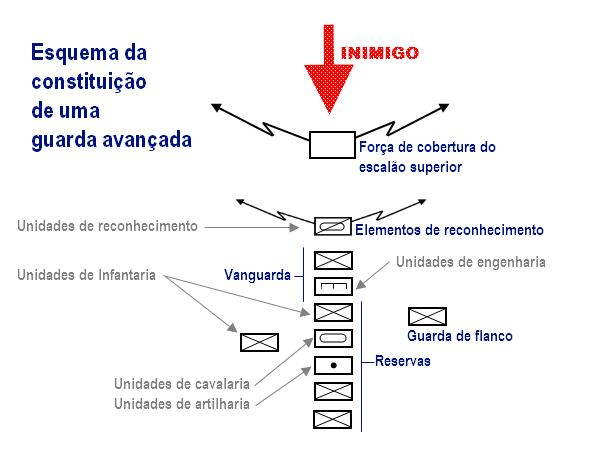
Схема состава и действия авангарда, англо-саксонские условные знаки

Аванга́рд  (фр. avant-garde, дословно: «avant» — впереди; «garde» — стража), в старину — Авангардия — передовое (головное) временное формирование в вооружённых силах (армии и на флоте), которое выдвигается вперёд по движению войска или флота, с целью выполнения функций походного охранения.

## История
В Вооружённых силах России, до Петра Первого, авангард именовался ертаул.
В Русском войске временное формирование, передовая часть войска, отряд лёгкой конницы (передовой отряд, переды, сторожевой отряд) назывался ертаул. Впервые ертаул упоминается с начала XVI века. Введён в Русском войске во время военной реформы Ивана IV. Передовой отряд (полк) имел важное значение в походе и в бою, и был предназначен для разведки (изучения) местности и действий противника.
Ертаул сформировывался либо из нескольких конных сотен, либо из лучших отборных ратников, отобранных из разных сотен, а иногда из личной охраны воеводы. Ертаул (ертаульный полк) шёл в походе впереди всей рати и выполнял разведывательные, сторожевые функции, и обычно первым вступал в бой, на него возлагались самые ответственные задачи, поэтому требовалась высокая скорость реакции и высокая боевая способность. Иногда ертаул совершал отход (ложное бегство), приводя преследующего его противника в засаду. В случае победы, как правило, именно ертаул совершал преследование разбитого противника и его разгром.
В Русской армии термин ертаул был заменён на западный манер — передовой стражей — авангардом,однако, выполняемые задачи остались те же.
В эпоху парусных кораблей главным формированием флота была эскадра. Эскадра состояла из трёх дивизий: 1-я дивизия — кордебаталия — находилась в центре боевого порядка и возглавлялась адмиралом (он же командовал всей эскадрой); 2-я — авангард — располагалась в голове боевого порядка, возглавлялась вице-адмиралом; 3-я — арьергард — завершала боевой порядок, возглавлялась контр-адмиралом.
Авангардия, как передовая часть эскадры или флота могла относиться как к походным, так и боевым порядкам и строям флотских формирований. Авангард, при походном или боевом порядке формирований сил, идущая впереди часть флота, может быть удалён от главных сил, находиться в любом строю и состоять из разных типов кораблей. 
В походном и боевом строю нет отделенных частей флота, и строй состоит обыкновенно из кораблей одного типа. Поэтому здесь авангардом принято называть переднюю часть (обыкновенно около ⅓ длины) строя, при чём строи фронта совсем не имеют авангарда. Всё что сказано об авангарде относится и к арьергарду, который представляет собой идущую сзади часть флота, или заднюю часть строя кораблей. Средняя часть строя носит название кордебаталии или центра.

## Задачи, состав
Сила и состав авангарда должны соответствовать численности и составу наступающих войск, равно как и условиям местности. Главной составной частью его обыкновенно бывает пехота; полевая артиллерия придаётся лишь более крупным авангардам; но конница в авангарде необходима, и приобретает тем большее значение, чем более открыта местность, по которой отряд двигается.
В авангарде отделяется около одной четверти наличного состава наступающих войск; удаление же от охраняемых им главных сил возрастает соразмерно численности последних.
Авангард со своей стороны, обеспечивает себя либо патрулями, либо передовыми и боковыми отрядами, тоже высылающими вперёд и по сторонам отдельных разведчиков.
В обязанности авангарда входит также и возможное устранение препятствий, которые могут встретиться на пути следования войск. В боевом порядке (ordre de bataille), авангардом называется тот отряд (обыкновенно состоящий из всех трёх родов оружия), на который возлагается завязывание сражения и прикрытие развёртывания главных сил для битвы. От него же отделяются части войск, необходимые для сторожевой службы. При оборонительных действиях, название «Авангард» часто заменяют названием «передовая линия».
Начальник авангарда может иметь решающее влияние на ход событий, так как по его инициативе завязываются авангардные дела (по современному — бой), в которые зачастую главнокомандующий вынужден бывает ввязаться с остальными силами, даже если бой завязан был вопреки его намерениям. Поэтому в начальники авангарда следует выбирать таких людей, которые отличаются верным взглядом, осмотрительностью и хладнокровием.
В случае отступления авангард обращается в арьергард.

## В современности
В современной российской военной науке авангард часто называется передовой отряд — временное формирование (отряд) усиленное подразделение (часть), выделяемое для самостоятельного выполнения боевых задач; элемент боевого порядка. 
Передовой отряд предназначен:
- в наступлении — для обеспечения организованного вступления в бой главных сил; быстрого проникновения в глубину обороны противника; захвата важных рубежей и объектов; преследования противника, форсирования водных преград с ходу и выполнения других задач;
- в обороне — для действий в полосе обеспечения.

Передовые отряды могут также высылаться на марше в предвидении вступления в бой (особенно в предвидении встречного боя).